# Patricia Wiater
Patricia Laura Wiater (* 1982) ist eine deutsche Rechtswissenschaftlerin und Hochschullehrerin an der Friedrich-Alexander-Universität Erlangen-Nürnberg.

## Leben und Wirken
Wiater  studierte ab 2001 Rechtswissenschaften an der Universität Augsburg, wo sie ihr Studium 2006 mit dem Ersten Staatsexamen beendete. Währenddessen hatte sie auch eine fachspezifische Fremdsprachenausbildung für Juristen in den Sprachen Englisch und Französisch durchlaufen. 2006 und 2007 folgten Traineeships am Europäischen Gerichtshof für Menschenrechte. Ab April 2008 war sie wissenschaftliche Mitarbeiterin am Lehrstuhl von Constance Grewe an der Universität Straßburg. Dort schloss sie in Form einer „Cotutelle de thèse“ mit der Schrift Kulturpluralismus als Herausforderung für Rechtstheorie und Rechtspraxis: Eine völkerrechtsdogmatische und ethnologische Auseinandersetzung mit der Rechtsprechung des EGMR eine binationale Promotion, die auf deutschen Gebiet von der Universität Leipzig betreut wurde, ab und wurde im Oktober 2008 zur Dr. iur. promoviert. Direkt im Anschluss trat sie ihr Rechtsreferendariat am Landgericht Freiburg an, welches sie im Oktober 2010 mit dem Zweiten Staatsexamen beendete. Während ihres Referendariats hatte sie nebenbei als wissenschaftliche Mitarbeiterin von Thomas Würtenberger an der Universität Freiburg im Breisgau in den multidisziplinären Forschungsprojekten „AISIS“ und „ILOV“ gearbeitet. Im Februar 2011 schloss sie mit dem Erwerb des Magistergrades auch ihr bereits 2004 begonnenes Studium der Politikwissenschaft im Hauptfach, und der der Neueren Deutschen Literaturwissenschaften und des Staats- und Völkerrechts im Nebenfach ab.
Ab Oktober 2011 arbeitete Wiater als Regierungsrätin am Bayerischen Staatsministerium für Bildung und Kultus, Wissenschaft und Kunst. Im Oktober 2012 wurde sie von der Universität Freiburg mit der Schrift Sicherheitspolitik zwischen Staat und Markt in Politikwissenschaften auch zu Dr. phil. promoviert. In der Folge nahm sie im Wintersemester 2012/13 an der Hochschule für Politik München und seit dem Sommersemester 2012 an der Universität München Lehraufträge wahr. Ab Oktober 2016 war sie Akademische Rätin und später Oberrätin am Institut für Politik und Öffentliches Recht der Universität München. Durch Förderung des 1000-Professuren-Programms wurde sie von der Universität Erlangen-Nürnberg im Oktober 2018 im Tenure-Track-Verfahren zur Juniorprofessorin für Öffentliches Recht, insbesondere Grund- und Menschenrechtsschutz ernannt. Im Juni 2019 schloss Wiater ihre Habilitation ab und erhielt die Venia legendi für die Fächer Öffentliches Recht, Europarecht, Völkerrecht, Rechtstheorie und Rechtsvergleichung. Seit August 2021 hat sie den ordentlichen Lehrstuhl für Öffentliches Recht, Völkerrecht und Menschenrechte an der Universität Erlangen-Nürnberg inne. Im folgenden Jahr erhielt sie vom bayerischen Wissenschaftsminister Markus Blume 2022 den Preis für gute Lehre. Darüber hinaus ist sie Mitglied im Menschenrechtsbeirat des Deutschen Olympischen Sportbunds.
Wiater ist verheiratet und Mutter zweier Töchter und eines Sohnes.

## Forschung und Lehre
Wiaters Forschungsschwerpunkte liegen vor allem im Staats- und Verfassungsrecht, dem Europa- und Völkerrecht. Insbesondere befasst sie sich mit dem internationalen Menschenrechtsschutz, vor allem im interkulturellen Kontext. Daneben bildet auch die Rechtsdidaktik einen Schwerpunkt ihrer Forschung, hier ist sie unter anderem Mitherausgeberin der Zeitschrift für Didaktik der Rechtswissenschaft. Aktuell forscht sie im Rahmen des vom Bundesministerium für Forschung, Technologie und Raumfahrt geförderten Projekts Wechselwirkungen islamistischer Radikalisierung.

## Publikationen (Auswahl)
- Kulturpluralismus als Herausforderung für Rechtstheorie und Rechtspraxis. Nomos, Baden-Baden 2009, ISBN 978-3-8329-4134-5 (rechtswissenschaftliche Dissertation).
- Sicherheitspolitik zwischen Staat und Markt. Nomos, Baden-Baden 2013, ISBN 978-3-8487-0156-8 (politikwissenschaftliche Dissertation).
- Internationale Individualkläger: Ein Vergleich des Zugangs zu Gericht im Wirtschaftsvölkerrecht. Mohr Siebeck, Tübingen 2020, ISBN 978-3-16-159361-1 (Habilitationsschrift).